# Lurago d’Erba
Lurago d’Erba (bis 1863 einfach Lurago) ist eine norditalienische Gemeinde (comune) mit 5496 Einwohnern (Stand 31. Dezember 2023) in der Provinz Como in der Lombardei. 

## Geographie
Die Gemeinde liegt etwa 13 Kilometer ostsüdöstlich von Como und umfasst die Fraktionen: Calpuno, Careggia, Colciago, Piazza. Die Nachbargemeinden sind: Alzate Brianza, Anzano del Parco, Inverigo, Lambrugo, Merone und Monguzzo.

## Verkehr
Durch die Gemeinde führt die frühere Staatsstraße 342 (heute eine Provinzstraße) von Bergamo nach Varese.

## Sehenswürdigkeiten
- Pfarrkirche San Giovanni Evangelista (1790)[3]
- Kirche Santo Stefano (1930)[4]
- Battistero (17. Jahrhundert)[5]
- Villa Sormani (1783)[6]